# Balsas (Brasil)
Balsas es un municipio del estado de Maranhão (Brasil). El municipio se destaca por la agricultura mecanizada, siendo responsable de gran parte de los productos agrícolas (principalmente soja) que son llevados a  Porto Franco (MA) e Uruçuí (PI) para "aplastamiento" de la misma.  
En 2013, su PIB fue el tercer más grande del estado, equivalente a R$2.513.786.000, después de  São Luis e Imperatriz. 

## Generalidades
Su población en 2014 era de 90.679 habitantes, según un estimado del sitio de IBGE. Balsas es la tercera mayor ciudad del estado en territorio urbanizado, y el mayor municipio de Maranhão en área total (urbano y rural) con 13.141.637 km² de área.
Es atravesado por la autopista Transamazónica. Se encuentra junto al río de mismo nombre, único afluente de la margen izquierda del río Parnaíba, con cerca de 510 km. Es un centro subregional, con influencia sobre o sur del vecino estado de Piauí. Tiene los nombres de San Antonio de Balsas y Vila Nova.

## Personas célebres
El municipio és la casa del gran cantante Manoel Gomes, aquél que eres possiblemente, el marañense más famoso del siglo XXI.